# Zone sauvage de Hammastunturi
La zone sauvage de Hammastunturi (finnois : Hammastunturin erämaa) est une des douze zones sauvages de Finlande. Elle est située en Laponie en Finlande.

## Histoire
Le Vistulien a pris fin dans la région du Hammastunturi il y a environ 9 300 ans.
Les fouilles archéologiques ont montré que l'homme a habité dans la vallée de l'Ivalojoki à l'âge de pierre vers 7500–5000 avJC.
La zone sauvage a été créée en 1991. 
Elle couvre une superficie de 1 825 km2.

## Géographie
Elle est située entre les parcs nationaux Urho Kekkonen et de Lemmenjoki. Elle est gérée par la direction des forêts.